# Glitz
Glitz est un hebdomadaire d'enquête français créé en 2022. Il est publié sur internet par Indigo Publications.

## Activité

### Histoire
Le magazine d'investigation est créé fin septembre 2022. Le média, sans publicité, est disponible uniquement sur abonnement. Sa périodicité est hebdomadaire, mais le titre espère atteindre un rythme de publication quotidien.
En septembre 2024, Bernard Arnault, PDG de LVMH intègre le titre dans une liste de sept médias auxquels les dirigeants du groupe ont une interdiction absolue de parler sous peine de licenciement,.

### Rédaction
La rédaction en chef est placée sous la responsabilité de Philippe Vasset, journaliste d’investigation, auteur d'ouvrages d’enquête et ancien directeur de la rédaction chez Indigo Publications.

### Ligne éditoriale
Glitz est un média d'enquête. Il traite, selon l'éditeur,  « en toute liberté des petits et grands secrets de la communauté mondiale du luxe ». Son rédacteur en chef indique « On a créé Glitz pour couvrir l’industrie du luxe autrement, sans passer par les canaux très chorégraphiés de la communication officielle. (...) On reste neutre, on fait un contradictoire détaillé sur chaque article, et on n’a pas de parti pris, ni pro ni anti-luxe ».
L'INA indique en 2023 que Glitz est, en France, le premier média d’investigation spécialisé sur le secteur du luxe. Ses enquêtes sont classées en trois rubriques : « Familles », « Maisons », « Entourage ». Enquêter sur une industrie qui verrouille sa communication et sait mettre dans la balance les recettes publicitaires qui font vivre les titres de presse suppose des règles de prudence, notamment pour la protection des sources.